# Daedalea dickinsii
Daedalea dickinsii är en svampart som beskrevs av Yasuda 1923. Daedalea dickinsii ingår i släktet Daedalea och familjen Fomitopsidaceae.   Inga underarter finns listade i Catalogue of Life.

## Källor

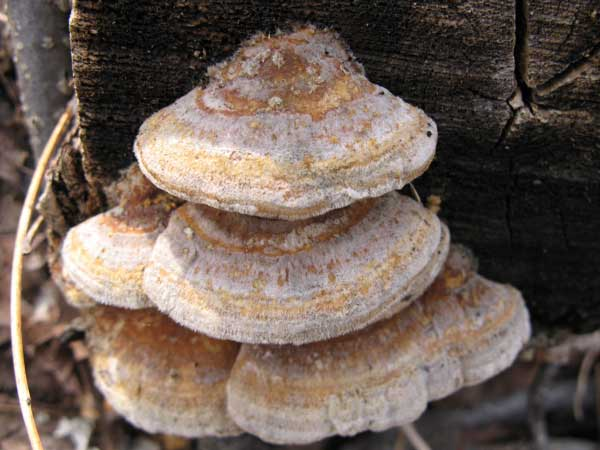